# Grupo Babel Pérez Zeledón
Grupo Babel Pérez Zeledón es un club de baloncesto de Costa Rica, que juega actualmente en la Liga Superior De Baloncesto. Representa al cantón de Pérez Zeledón, ubicado unos 135 kilómetros al sur de San José, juega sus partidos en el gimnasio del polideportivo de Pérez Zeledón, el cual cuenta con una capacidad aproximada de 3000 personas.
- Datos: Q5886075